# Стример

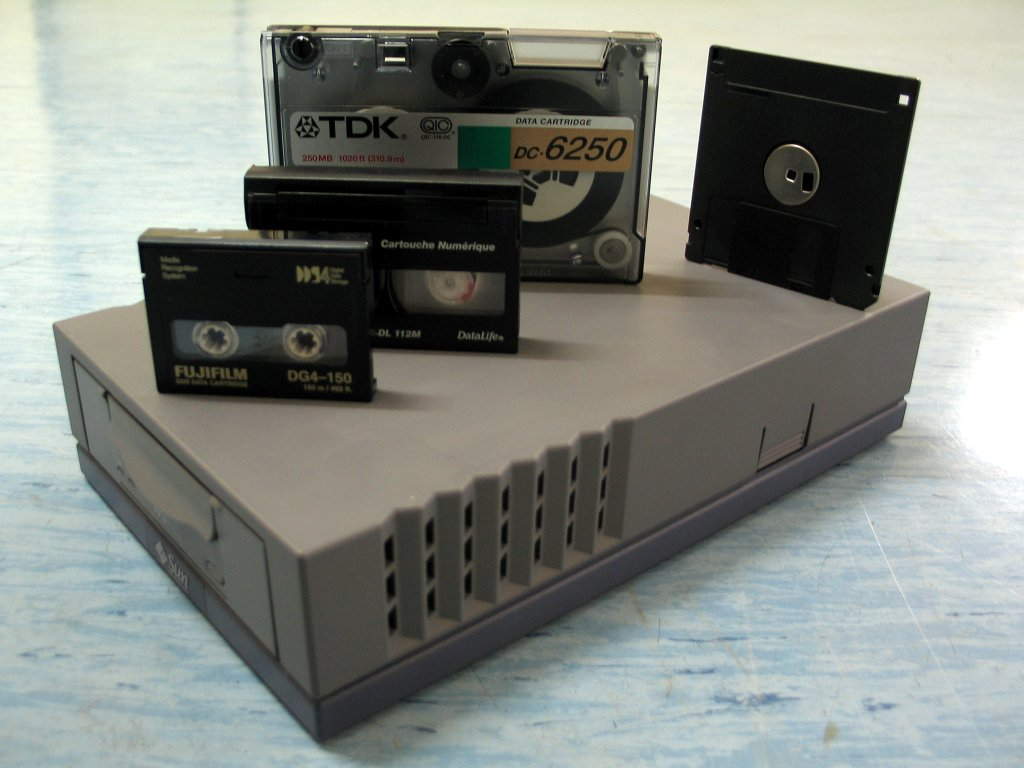

Стример (від англ. tape streamer) — накопичувач на магнітній стрічці (запам'ятовувальний пристрій на магнітній стрічці з послідовним доступом до даних), що використовує картриджі або касети.
Основне призначення — запис і відтворення інформації, створення резервних копій даних. 

## Історія
1961-го року фірма IBM представила накопичувач на магнітній стрічці IBM 7340 «Hypertape drive», що працював зі стрічкою шириною 1 дюйм (25,4 мм), розміщеною всередині касети. IBM 7340 забезпечував найвищу швидкість передавання даних у порівнянні з іншими накопичувачами того часу (до 170 тисяч символів за секунду при швидкості руху стрічки 112,5 дюйма за секунду). Втім, назва «стример» (streamer) на той час не використовувалася.
У комп'ютерах, що випускалися до моменту появи і широкого розповсюдження жорстких дисків, пристрої, аналогічні стримерам, використовувалися як основний постійний носій інформації (ПЗП). Надалі, в мейнфреймах стримери стали використовуватися в системах ієрархічного управління носіями для зберігання рідко використовуваних даних.

## Технологія
Існує два базові методи запису:
- Лінійний магнітний запис;
- Похило-рядковий магнітний запис.

## Переваги та недоліки
Переваги — велика місткість, невисока вартість інформаційного носія, стабільність роботи, надійність.  
Недоліки — низька швидкість доступу до даних (стрічка повинна прокрутитися до потрібного місця).